# 파브리치아 사키
파브리치아 사키(Fabrizia Sacchi, 1971년 2월 10일 ~ )는 이탈리아의 배우이다.

## 출연 작품
- 서스페리아 (2018)
- 더 퍼스트 뷰티풀 씽 (2010)
- 파즈! (2002)
- 맨 맨 맨 (1995)